# Бегово-Брдо (Цетинград)
45°10′ пн. ш. 15°41′ сх. д. / 45.17° пн. ш. 15.69° сх. д.
Бегово-Брдо (хорв. Begovo Brdo) — населений пункт у Хорватії, у Карловацькій жупанії у складі громади Цетинград.

## Населення
Населення за даними перепису 2011 року становило 4 осіб.
Динаміка чисельності населення поселення: